# Milan Gorkić
Milan Gorkić, właściwie Józef Čižinski (Čižinsky) (ur. 19 lutego 1904 w Sarajewie, zm. 1 listopada 1937 na Syberii) – jugosłowiański polityk komunistyczny. Od 1932 roku członek władz Komunistycznej Partii Jugosławii, a od 1936 jej sekretarz generalny. W 1937 roku, w wyniku czystek stalinowskich, usunięto go ze stanowiska, skazano za szpiegostwo na rzecz niemieckiej tajnej policji (Gestapo) i prawdopodobnie stracono.
W 1927 roku ożenił się z Betti Nikolajevną Glan, która także pracowała na rzecz Międzynarodówki Komunistycznej. Miał z nią córkę Jelenę.

## Literatura
- Dedijer, Vladimir: Novi prilozi za biografiju Josipa Broza Tita, 1. knjiga, Zagreb: Mladost i Spektar, Rijeka: Liburnija, 1980. (Fototisak izdanja iz 1953.)
- Očak, Ivan: Gorkić. Život, rad i pogibija. Prilog biografiji, Zagreb: Globus, 1988.